# Lance Mountain
Robert Lance Mountain (Pasadena, 13 giugno 1964) è uno skater professionista statunitense.

## Carriera

### Powell Peralta
Ad inizio carriera Lance ebbe un grande successo a livello amatoriale piazzandosi sempre nei primi tre posti nelle gare da lui partecipate.
Grazie agli ottimi risultati a livello amatoriale nel 1981 ottenne la sponsorizzazione da Variflex e successivamente nel 1982 con la Powell Peralta di Stacy Peralta.
Con l'ingresso nel team Lance stabilì un rapporto d'amicizia con Stacy e riuscì a partecipare in otto video del team fra cui il Bones Brigate video series e il The Search for Animal chin del 1991.
Nel 1983 vinse un importantissimo evento in Turchia piazzandosi davanti ai compagni di team Tony Hawk, Steve Caballero e Mike McGill.
L'anno successivo partecipò al primo video dei Bones Brigate girato sulle strade di Los Angeles dove si esibì in molte manovre Freestyle e nella Rampa successivamente dove mostrò il suo stile Vert.

### The Firm e Flip
Ad inizio anni novanta lo stile da strada (Street) superò quello da rampe (Vert) diminuendo così lo stile che aveva caratterizzato i Bones Brigate il decennio precedente, così Lance decise di lasciare il team Powell Peralta per fondare il marchio The Firm e insieme a lui si unì nel progetto l'altro ex membro del team Peralta Ray Barbee che fu in seguito di supporto per il reclutamento di altri skater che da lì a poco sarebbero diventati a sua volta dei primissimi skater come Bob Burnquist e Rodrigo TX.
Dopo più di un decennio di esisternza il team The Firm fondato da Lance fallì il 13 marzo 2006.
Dopo il fallimento della The Firm molti skater che ne avevano fatto il successo passarono alla Flip come lo stesso Lance, bob Burnquist, Ray Barbee e Rodrigo TX.
Nel 2013 Lance apparve nella serie Tony Hawk's Pro Skater per la prima volta nel videogioco Tony Hawk's Proving Ground sponsorizzato Flip insieme al compagno Bob Burnquist.

## Influenza e Curiosità
La rivista Transworld ha inserito Lance come uno dei 30 skater più influenti di tutti i tempi e precisamente alla diciottesima posizione assoluta nel 2011, tale motivazione fu l'incredibile influenza che Lance aveva fatto negli anni ottanta, novanta e duemila.
Attualmente Lance è sponsorizzato dalla Flip, Independent Trucks, Spitfire, Nike SB (7 maggio 2007) e Stüssy clothing.
Oltre allo skateboard, Lance è un artista e nel 2013 è uscito il sito internet che racchiude un catalogo delle sue opere prodotte.

## Gare
- 2nd nel 1982 Rusty Harris Pro Contest at Whittier: Pool
- 4th nel 1982 Rusty Harris Pro Series Overall Results: Pool
- 1st nel 1982 Summit V Open Ramp Contest at Nor-Cal: Highest Air
- 1st nel 1982 Summit V Open Ramp Contest at Nor-Cal: Add-On Competition
- 3rd nel 1982 Christmas Classic Contest at Upland Skatepark: Pool
- 1st nel 1983 Summer World Series at Del Mar, Doubles (con Steve Caballero): Pool
- 1st nel 1983 Turkey Shoot Contest at Upland Skatepark: Pool
- 3rd nel 1983 St. Pete Ramp Jam: Vert
- 1st nel 1984 NSA Summer Series at Upland Skatepark, Doubles (with Steve Caballero): Pool
- 4th nel 1984 Massacre at Tahoe Contest: Vert
- 5th nel 1985 Vision/Sims King of the Mountain Contest at Virginia Beach: Vert
- 3rd in 1985 Skateboard Plus Pro Contest at Little Rock, Arkansas: Vert
- 1st in 1985 NSA Terror in Tahoe Contest: Vert
- 5th in 1985 NSA Rap Up at the Skate Ranch at Del Mar: Pool
- 3rd in 1985 Skateboard Plus Pro Contest at Little Rock, Arkansas: Vert
- 5th in 1985 Shut Up And Skate Ramp Jam at the Skatepark of Houston, Texas: Vert
- 2nd in 1985 NSA/Variflex Rage at Badlands Contest at Upland Skatepark: Pool
- 2nd in 1986 Hot Tropics Pro Contest at Mobile, Alabama: Vert
- 4th nel 1986 Go Skate Sacramento Pro Contest: Vert
- 6th nel 1986 NSA Expo 86 (Vancouver, BC): Vert
- 4th nel 1986 NSA Chicago Blowout Pro Contest: Vert
- 6th nel 1986 NSA Bare Cover Pro Contest in Tempe, AZ: Vert
- 6th nel 1986 NSA Finals Pro Contest at Anaheim Convention Center: Vert
- 5th nel 1987 NSA VP Fair Pro Championship Contest at St. Louis: Vert
- 2nd nel 1987 Titus World Cup Contest at Muenster, Germany: Vert
- 2nd nel 1987 Titus World Cup Contest at Muenster, Germany: Street
- 6th nel 1987 Thrasher Savannah Slamma I Contest: Street
- 1st nel 1988 Raging Waters' Boomer Ramp Contest in San Jose, CA: Longest Stalled Invert
- 3rd nel 1988 NSA Gotcha Grind Contest at Seattle, Washington: Vert
- 4th nel 1988 Torquay Ramp Riot II at Torquay, Australia: Vert
- 6th nel 1988 Tracker Bluegrass Aggression Session at Freedom Hall, Louisville: Street
- 5th nel 1988 Titus World Cup Contest at Muenster, Germany: Vert
- 5th nel 1988 Airwalk Skate Fest Contest at Toronto, Canada: Vert
- 3rd nel 1988 NSA Pro Streetstyle Contest at Pride Pavilion, Phoenix St.: Street
- 4th nel 1988 Capitol Burnout at the Sacramento Raceway: Mini Ramp
- 1st nel 1989 Titus World Cup Contest at Muenster, Germany: Street
- 5th nel 1990 Titus World Cup Contest at Muenster, Germany: Vert
- 7th nel 1991 NSA Pro Finals at the Skatepark of Houston, Texas: Vert
- 7th nel 1994 PSL Vert Contest in Santa Ana, California: Vert
- 9th nel 1996 Pro Vert Contest at the Skatepark of Tampa, Florida: Vert

## Videography
- Summer Sessions (1985)
- Powell Peralta: The Bones Brigade Video Show (1985)
- Powell Peralta: Future Primitive (1985)
- NSA 86' Vol. 1 (1986)
- Powell Peralta: The Search For Animal Chin (1987)
- Skateboard Superstars (1987)
- Powell Peralta: Public Domain (1988)
- Powell Peralta: Axe Rated (1988)
- Thrasher: Savannah Slamma (1988)
- Powell Peralta:
- Stoked: The Rise and Fall of Gator (2002)
- Chlorine (2003)
- The Firm: Can't Stop (2003)
- Thrasher: King Of The Road 2004 (2004)
- Thrasher: Beers, Bowls & Barneys (2004)
- Thrasher: Beer Helmet (2005)
- Black Label: Who Cares? The Duane Peters Story (2005)
- Flip: Feast Tours (2006)
- Thrasher: Keg Killer (2006)
- Elwood: 1st & Hope (2006)
- Nike SB: Nothing But The Truth (2007)
- Independent: 30th Anniversary Tour (2008)
- Firsthand: Lance Mountain (2009)
- Flip: Extremely Sorry (2009)
- Nike SB: Don't Fear The Sweeper (2010)
- Bones Brigade: An Autobiography (2012)
- Poweredge: We Are Skateboarders (2012)
- Ban This (1989)
- Powell Peralta: Propaganda (1990)
- Powell Peralta: Eight (1991)
- The Firm: La Buena Vida (1992)
- Fruit Of The Vine (2000)
- 411VM: Issue 50 (2002)